# Eberhard II (hrabia Mark)
Eberhard II (ur. przed 1265 r., zm. 4 lipca 1308 r.) – hrabia Mark od 1277 r.

## Życiorys
Eberhard był jedynym synem hrabiego Mark Engelberta I i jego pierwszej żony Kunegundy, córki Henryka z Blieskastel. Objął hrabstwo Mark w 1277 r., po tym, jak jego ojciec związał się sojuszem z przeciwnikami arcybiskupa Kolonii Zygfryda z Westerburga i zginął schwytany przez jednego z sojuszników arcybiskupa. Tuż po objęciu władzy Eberhard musiał ulec Zygfrydowi zgadzając się na znaczne ograniczenie swojej samodzielności.
Zaraz potem udał się jednak na dwór króla niemieckiego Rudolfa Habsburga i uczestniczył w jego wojnie z królem Czech Przemysłem Ottokarem II. Po powrocie do domu zaczął organizować ponownie koalicję przeciwko arcybiskupowi, pozyskując licznych świeckich książąt oraz miasta Westfalii i Nadrenii, korzystając też z potajemnego wsparcia królewskiego. W 1283 r. wybuchła wojna o sukcesję limburską i Engelbert stał się jednym z głównych stronników księcia Brabancji Jana I, w obozie przeciwnym arcybiskupowi. 5 czerwca 1288 r. doszło do bitwy pod Worringen, w której Eberhard wziął udział po stronie zwycięzców, a arcybiskup poniósł klęskę. Wojna została zakończona, a Eberhard zmusił uwięzionego Zygfryda z Westerburga w 1289 r. do zrzeczenia się zwierzchnictwa lennego arcybiskupstwa nad hrabstwem Mark, które odtąd uzyskało status samodzielnego księstwa Rzeszy.
Po uwolnieniu arcybiskupa zmagania Eberharda i Zygfryda zaczęły się na nowo. Jednak znaczenie Eberharda rosło, m.in. dzięki uzyskanym od króla niemieckiego Rudolfa Habsburga zastawom na dobrach w Westfalii. Po śmierci Rudolfa nowy król niemiecki Adolf z Nassau opowiedział się po stronie Zygfryda. Eberhard jednak wkradł się w łaski nowego władcy i uzyskał nawet na krótki czas namiestnictwo zdobytej przez Adolfa Miśni. Po śmierci Zygfryda w 1296 r. Eberhard podjął współpracę z jego następcą Wigboldem z Holte, z którym wspólnie przeszedł do obozu Albrechta I Habsburga. Jednak już w 1298 r. wybuchł na nowo konflikt między Eberhardem a arcybiskupem Kolonii. Król Albrecht początkowo poparł Wigbolda, jednak gdy ten sprzymierzył się z innymi książętami kościelnymi przeciwko królowi, sympatie królewskie obróciły się w stronę przeciwników arcybiskupa, zmuszonego ostatecznie do uległości.
Długie panowanie Eberharda w Mark zapewniło polityczną samodzielność hrabstwa poprzez jego uniezależnienie od arcybiskupów Kolonii i uczyniło zeń najznaczniejsze państwo świeckie w Westfalii.

## Rodzina
Eberhard był dwukrotnie żonaty. Pierwszą jego żoną była Irmgarda, córka hrabiego Bergu Adolfa IV. Para ta miała siedmioro dzieci:
- Engelbert, następca ojca jako hrabia Mark,
- Małgorzata, żona hrabiego Katzenelnbogen Gerarda,
- Adolf, biskup Liège,
- Irmgarda,
- Katarzyna, ksieni we Fröndenbergu,
- Konrad, pan Hörde,
- Kunegunda, żona hrabiego Loos i Chiny Dytryka.

Drugą żoną Eberharda była Maria, córka Jana I, hrabiego Looz. Z tego związku Engelbert miał co najmniej troje dzieci:
- Engelbert, pan Loverdal,
- Joanna, żona hrabiego Reifferscheidt-Wildenberg Filipa,
- Ryszarda, żona hrabiego Reifferscheidt-Bedburg Jana.